# 天主教瑪琅教區
天主教瑪琅教區（拉丁語：Dioecesis Malangensis）是印度尼西亞一個羅馬天主教教區，位於東爪哇省，屬三寶壟總教區。2005年有教友88,255人、28個堂區、142名司鐸。現任主教為赫爾曼·若瑟·薩哈達·潘多約特羅。
1927年4月27日自巴達維亞代牧區設監牧區，1939年3月15日升為代牧區。1961年1月3日升為教區。